# Зелінка Назарій Володимирович
Зелінка Назарій Володимирович (нар. 2 липня 1986 року, Тернопіль) — український громадський діяч. Депутат Тернопільської міської ради VII скликання. Член робочої групи з розробки Статуту територіальної громади Тернополя. Член Незалежної медіа-профспілки України. Генеральний секретар Головної Пластової Булави Конференції Українських Пластових Організацій. Член Пластового куреня УСП ч. 15 «Орден Залізної Остроги» імені Святослава Завойовника.

## Життєпис

### Освіта
Навчався у школі № 14 імені Богдана Лепкого в Тернополі. Закінчив факультет «Електронних апаратів» Технічного коледжу Тернопільського державного технічного університету (нині — національний). За спеціальністю радіоапаратобудівник. Випускник факультету журналістики Львівського національного університету імені Івана Франка. Бере активну участь у численних міжнародних семінарах та стажуваннях з питань студентського самоврядування, журналістики, політики та громадського суспільства.

### Журналістська діяльність
У 2003—2005 роках працював редактором пластового часопису «Цвіт України». У 2004—2005 роках — ведучий сторінки в українській молодіжній газеті «Брама». З 2005 по 2007 рік дописував на порталі громадянської журналістики «ХайВей» [Архівовано 17 червня 2010 у Wayback Machine.]. Від 2004 року редактор інтернет-проекту Вільний молодіжний портал. У 2010 році заснував Молодіжний портал Тернополя [Архівовано 2 грудня 2013 у Wayback Machine.], який у 2013 році трансформувався в інтернет-журнал «Молодь» [Архівовано 2 грудня 2013 у Wayback Machine.]. Від 2013 року член Незалежної медіа-профспілки України.

### Громадсько-політична діяльність

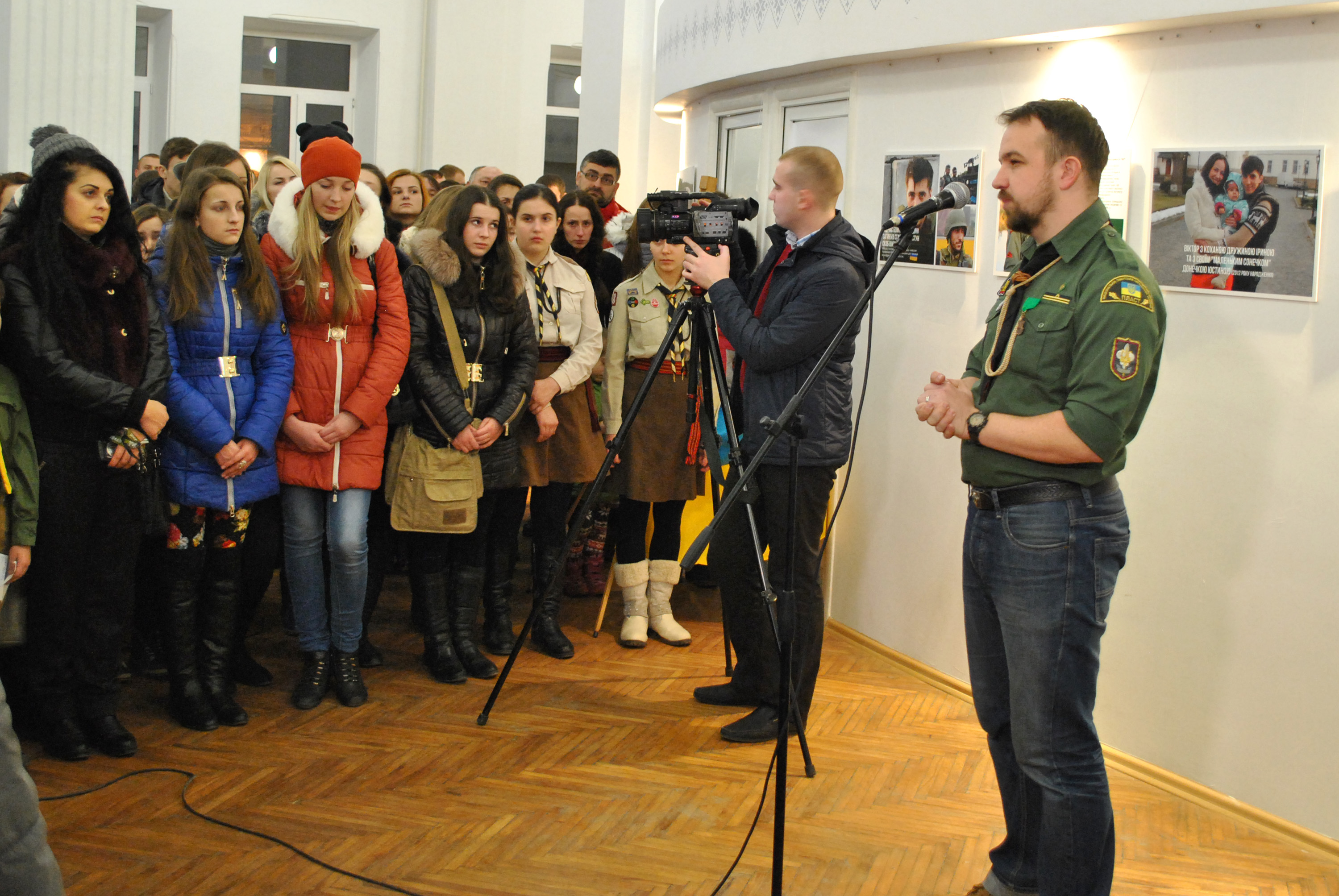
Назар Зелінка відкриває виставку Віктора Гурняка «Від Майдану до Війни» (Тернопіль, 02.02.2015)

У 2002—2004 роках — член Молодіжного Націоналістичного конгресу, заступник голови Тернопільської міської організації.
У 2004—2005 роках — голова Тернопільської міської організації «Фундація Регіональних Ініціатив».
Від 2004 року — член освітньо-культорологічного товариства «Бойківщина».
Від 2004 року член керівних органів НСОУ «Пласт», за час праці (з 1994 року) в організації зорганізував близько 20 дитячих спортивно-оздоровчих патріотичних таборів, близько 50 культурно-масових молодіжних заходів. Перший голова молодіжної міської ради (молодіжний мер) Тернополя. Радник міського голови Тернополя з молодіжних питань.
Неодноразово виступав спостерігачем координатором груп спостереження на парламентських та президентських виборах України (2004) та в Польщі (2005), Казахстані (2005).
Від 2005 року є керівником секретаріату ВМГО «Фундація Регіональних Ініціатив» у Києві, від 2006 — координатор організації в Тернопільській області.
Від 2005 року співорганізатор Днів української культури в польському Любліні.
У 2006—2009 роках був керівником гуртка в рідній школі.
У 2006—2007 роках заступником керівника виконавчого комітету Тернопільської обласної організації Громадянської партії «ПОРА», у 2007—2009 — головою її виконкому та у 2008 році членом Політради Тернопільського осередку.
Від 2007 року — голова Тернопільської округи Молодіжної організації «Пласт Національна скаутська організація України».
З 20 по 23 грудня 2007 року очолював групу веломарафонців, що доставляли до Києва Вифлеємський вогонь миру.
У 2006—2009 роках — помічник заступника голови Тернопільської обласної ради з гуманітарних питань, голова контрольно-ревізійної комісії Тернопільської обласної студентської ради. Від 2009 — радник міського голови Тернополя з молодіжних питань.
У 2009 році став ініціатором створення при Тернопільській міській раді Молодіжної міської ради, обраний її головою.
Був одним з активних учасників та ініціатором акції «Табачник, іди геть!» у Тернополі.
Автор Молодіжного порталу Тернополя [Архівовано 2 грудня 2013 у Wayback Machine.], першого конкурсу соціальних програм серед Молодіжних організацій та органів студентського самоврядування Тернополя, Молодіжного Форуму Тернополя.
У 2013 році обраний Генеральним секретарем Головної Пластової Булави Конференції Українських Пластових Організацій.
На чергових місцевих виборах 25 жовтня 2015 року обраний депутатом Тернопільської міської ради VII скликання. Секретар постійної депутатської комісії з питань бюджету та фінансів.
Співініціатор заснування в Тернополі Скверу Волонтерів пам'яті Віктора Гурняка.
Активно підтримує розвиток велоінфраструктури в Тернополі.

## Захоплення
Захоплюється водним, пішохідним та велотуризмом, військовою підготовкою та виживанням в екстремальних умовах.

## Творчість
Знявся у відеокліпі «Тартака» та «Нічлави» «Не кажучи нікому» (2007).

### Нагороди
- Медаль «За жертовність і любов до України» УПЦ КП (2015)[14]